# Partecipanti al Grand Prix Cycliste de Montréal 2024
Elenco dei partecipanti al Grand Prix Cycliste de Montréal 2024.
Il Grand Prix Cycliste de Montréal 2024 è stato l'undicesima edizione della corsa. Alla competizione presero parte 24 squadre: 18 iscritte all'UCI World Tour 2024, 5 UCI ProTeam e una selezione nazionale.
Ciascuna delle squadre è composta da sette ciclisti, per un totale di 168 accreditati alla partenza.

## Corridori per squadra
Nota: R ritirato, NP non partito, FT fuori tempo, SQ squalificato
| UAE Team Emirates          | UAE Team Emirates          | UAE Team Emirates          | Lotto Dstny             | Lotto Dstny             | Lotto Dstny             | Team Visma-Lease a Bike | Team Visma-Lease a Bike | Team Visma-Lease a Bike |
| -------------------------- | -------------------------- | -------------------------- | ----------------------- | ----------------------- | ----------------------- | ----------------------- | ----------------------- | ----------------------- |
| N°                         | Ciclista                   | Clas.                      | N°                      | Ciclista                | Clas.                   | N°                      | Ciclista                | Clas.                   |
| 1                          | Tadej Pogačar              | 1°                         | 11                      | Arnaud De Lie           | R                       | 21                      | Matteo Jorgenson        | 12°                     |
| 2                          | Igor Arrieta               | R                          | 12                      | Logan Currie            | R                       | 22                      | Tiesj Benoot            | 7°                      |
| 3                          | Juan Ayuso                 | R                          | 13                      | Jenno Berckmoes         | 25°                     | 23                      | Wilco Kelderman         | 17°                     |
| 4                          | Finn Fisher-Black          | R                          | 14                      | Maxim Van Gils          | 4°                      | 24                      | Bart Lemmen             | 19°                     |
| 5                          | Rafał Majka                | 46°                        | 15                      | Sébastien Grignard      | 82°                     | 25                      | Per Strand Hagenes      | 84°                     |
| 6                          | Domen Novak                | R                          | 16                      | Brent Van Moer          | R                       | 26                      | Jan Tratnik             | 65°                     |
| 7                          | Tim Wellens                | R                          | 17                      | Florian Vermeersch      | 53°                     | 27                      | Milan Vader             | 70°                     |
| Ineos Grenadiers           | Ineos Grenadiers           | Ineos Grenadiers           | Soudal Quick-Step       | Soudal Quick-Step       | Soudal Quick-Step       | Lidl-Trek               | Lidl-Trek               | Lidl-Trek               |
| N°                         | Ciclista                   | Clas.                      | N°                      | Ciclista                | Clas.                   | N°                      | Ciclista                | Clas.                   |
| 31                         | Laurens De Plus            | R                          | 41                      | Julian Alaphilippe      | 3°                      | 51                      | Toms Skujiņš            | 6°                      |
| 32                         | Andrew August              | 88°                        | 42                      | Gil Gelders             | 59°                     | 52                      | Andrea Bagioli          | 14°                     |
| 33                         | Connor Swift               | 78°                        | 43                      | Antoine Huby            | R                       | 53                      | Julien Bernard          | 50°                     |
| 34                         | Ben Swift                  | R                          | 44                      | Luke Lamperti           | R                       | 54                      | Patrick Konrad          | 45°                     |
| 35                         | Michael Leonard            | 79°                        | 45                      | Fausto Masnada          | 68°                     | 55                      | Dario Cataldo           | R                       |
| 36                         | Artem Shmidt               | 89°                        | 46                      | Pieter Serry            | R                       | 56                      | Bauke Mollema           | 18°                     |
| 37                         | Magnus Sheffield           | 20°                        | 47                      | Ilan Van Wilder         | 24°                     | 57                      | Quinn Simmons           | R                       |
| Decathlon AG2R La Mondiale | Decathlon AG2R La Mondiale | Decathlon AG2R La Mondiale | Red Bull-Bora-Hansgrohe | Red Bull-Bora-Hansgrohe | Red Bull-Bora-Hansgrohe | Alpecin-Deceuninck      | Alpecin-Deceuninck      | Alpecin-Deceuninck      |
| N°                         | Ciclista                   | Clas.                      | N°                      | Ciclista                | Clas.                   | N°                      | Ciclista                | Clas.                   |
| 61                         | Paul Lapeira               | R                          | 71                      | Jai Hindley             | 10°                     | 81                      | Axel Laurance           | R                       |
| 62                         | Alex Baudin                | 38°                        | 72                      | Sergio Higuita          | 21°                     | 82                      | Tobias Bayer            | 64°                     |
| 63                         | Stan Dewulf                | 57°                        | 73                      | Bob Jungels             | R                       | 83                      | Michael Gogl            | 27°                     |
| 64                         | Dorian Godon               | 66°                        | 74                      | Jonas Koch              | F                       | 84                      | Henri Uhlig             | 62°                     |
| 65                         | Dries De Bondt             | R                          | 75                      | Max Schachmann          | 39°                     | 85                      | F. Van Den Bossche      | R                       |
| 66                         | Aurélien Paret-Peintre     | 37°                        | 76                      | Matteo Sobrero          | R                       | 86                      | Stan Van Tricht         | R                       |
| 67                         | Lawrence Warbasse          | 36°                        | 77                      | Frederik Wandahl        | 43°                     | 87                      | Gianni Vermeersch       | R                       |
| Groupama-FDJ               | Groupama-FDJ               | Groupama-FDJ               | EF Education-EasyPost   | EF Education-EasyPost   | EF Education-EasyPost   | Bahrain Victorious      | Bahrain Victorious      | Bahrain Victorious      |
| N°                         | Ciclista                   | Clas.                      | N°                      | Ciclista                | Clas.                   | N°                      | Ciclista                | Clas.                   |
| 91                         | Valentin Madouas           | 32°                        | 101                     | Ben Healy               | 22°                     | 111                     | Matej Mohorič           | R                       |
| 92                         | Olivier Le Gac             | R                          | 102                     | Mikkel Honoré           | 44°                     | 112                     | Nikias Arndt            | R                       |
| 93                         | Romain Grégoire            | 29°                        | 103                     | Lukas Nerurkar          | R                       | 113                     | Pello Bilbao            | 2°                      |
| 94                         | Thibaud Gruel              | 52°                        | 104                     | Neilson Powless         | 23°                     | 114                     | Santiago Buitrago       | 41°                     |
| 95                         | Rudy Molard                | 26°                        | 105                     | Sean Quinn              | R                       | 115                     | Nicolò Buratti          | 86°                     |
| 96                         | Enzo Paleni                | 80°                        | 106                     | Stefan de Bod           | 73°                     | 116                     | Matevž Govekar          | R                       |
| 97                         | Clément Russo              | R                          | 107                     | Michael Valgren         | R                       | 117                     | Edoardo Zambanini       | 9°                      |
| Movistar Team              | Movistar Team              | Movistar Team              | Team Jayco AlUla        | Team Jayco AlUla        | Team Jayco AlUla        | Arkéa-B&B Hotels        | Arkéa-B&B Hotels        | Arkéa-B&B Hotels        |
| N°                         | Ciclista                   | Clas.                      | N°                      | Ciclista                | Clas.                   | N°                      | Ciclista                | Clas.                   |
| 121                        | Alex Aranburu              | 15°                        | 131                     | Michael Matthews        | R                       | 141                     | Michel Ries             | R                       |
| 122                        | Jon Barrenetxea            | 56°                        | 132                     | Lawson Craddock         | R                       | 142                     | Ewen Costiou            | 58°                     |
| 123                        | Iván García Cortina        | R                          | 133                     | Luke Durbridge          | R                       | 143                     | Anthony Delaplace       | 75°                     |
| 124                        | Ruben Guerreiro            | 33°                        | 134                     | Lucas Hamilton          | 74°                     | 144                     | Élie Gesbert            | R                       |
| 125                        | Johan Jacobs               | 77°                        | 135                     | Michael Hepburn         | R                       | 145                     | Matis Louvel            | R                       |
| 126                        | Sergio Samitier            | 69°                        | 136                     | Jan Maas                | 87°                     | 146                     | Clément Venturini       | R                       |
| 127                        | Gonzalo Serrano            | R                          | 137                     | Simon Yates             | 13°                     | 147                     | Pierre Thierry          | 71°                     |
| Team DSM-Firmenich PostNL  | Team DSM-Firmenich PostNL  | Team DSM-Firmenich PostNL  | Intermarché-Wanty       | Intermarché-Wanty       | Intermarché-Wanty       | Cofidis                 | Cofidis                 | Cofidis                 |
| N°                         | Ciclista                   | Clas.                      | N°                      | Ciclista                | Clas.                   | N°                      | Ciclista                | Clas.                   |
| 151                        | Romain Bardet              | 11°                        | 161                     | Biniam Girmay           | R                       | 171                     | Bryan Coquard           | R                       |
| 152                        | Warren Barguil             | 31°                        | 162                     | Francesco Busatto       | 35°                     | 172                     | Ion Izagirre            | 5°                      |
| 153                        | Romain Combaud             | 72°                        | 163                     | Alexy Faure Prost       | 85°                     | 173                     | Gorka Izagirre          | R                       |
| 154                        | Sean Flynn                 | R                          | 164                     | Lorenzo Rota            | 30°                     | 174                     | Nolann Mahoudo          | R                       |
| 155                        | Martijn Tusveld            | R                          | 165                     | Dion Smith              | R                       | 175                     | Anthony Perez           | R                       |
| 156                        | Frank van den Broek        | R                          | 166                     | Roel Sintmaartensdijk   | R                       | 176                     | Harrison Wood           | 61°                     |
| 157                        | Kevin Vermaerke            | 28°                        | 167                     | Georg Zimmermann        | 42°                     | 177                     | Axel Zingle             | R                       |
| Astana Qazaqstan Team      | Astana Qazaqstan Team      | Astana Qazaqstan Team      | Israel-Premier Tech     | Israel-Premier Tech     | Israel-Premier Tech     | Uno-X Mobility          | Uno-X Mobility          | Uno-X Mobility          |
| N°                         | Ciclista                   | Clas.                      | N°                      | Ciclista                | Clas.                   | N°                      | Ciclista                | Clas.                   |
| 181                        | Alberto Bettiol            | R                          | 191                     | Derek Gee               | 48°                     | 201                     | Tobias Johannessen      | 47°                     |
| 182                        | Dmitrij Gruzdev            | R                          | 192                     | Guillaume Boivin        | R                       | 202                     | Fredrik Dversnes        | 49°                     |
| 183                        | Max Kanter                 | 81°                        | 193                     | Jakob Fuglsang          | 16°                     | 203                     | Ådne Holter             | R                       |
| 184                        | Michael Mørkøv             | R                          | 194                     | Hugo Houle              | 51°                     | 204                     | Jonas Hvideberg         | R                       |
| 185                        | Cees Bol                   | R                          | 195                     | Krists Neilands         | 67°                     | 205                     | Anders Johannessen      | 83°                     |
| 186                        | Rüdiger Selig              | R                          | 196                     | Michael Woods           | 8°                      | 206                     | Anders Skaarseth        | 60°                     |
| 187                        | Simone Velasco             | 54°                        | 197                     | Stephen Williams        | R                       | 207                     | Markus Hoelgaard        | 34°                     |
| Tudor Pro Cycling Team     | Tudor Pro Cycling Team     | Tudor Pro Cycling Team     | Team Novo Nordisk       | Team Novo Nordisk       | Team Novo Nordisk       | Selezione canadese      | Selezione canadese      | Selezione canadese      |
| N°                         | Ciclista                   | Clas.                      | N°                      | Ciclista                | Clas.                   | N°                      | Ciclista                | Clas.                   |
| 211                        | Marius Mayrhofer           | R                          | 221                     | Antonio Polga           | R                       | 231                     | Quentin Cowan           | 63°                     |
| 212                        | Lucas Eriksson             | 55°                        | 222                     | Sam Brand               | R                       | 232                     | Félix Bouchard          | R                       |
| 213                        | Alexander Kamp             | R                          | 223                     | David Lozano            | R                       | 233                     | Jérôme Gauthier         | R                       |
| 214                        | Florian Stork              | 40°                        | 224                     | Andrea Peron            | R                       | 234                     | Félix Hamel             | R                       |
| 215                        | Yannis Voisard             | R                          | 225                     | Alex Perracchione       | R                       | 235                     | Leonard Peloquin        | R                       |
| 216                        | Hannes Wilksch             | 76°                        | 226                     | Filippo Ridolfo         | R                       | 236                     | James Piccoli           | R                       |
| 217                        | Luc Wirtgen                | R                          | 227                     | Logan Phippen           | R                       | 237                     | Jonas Walton            | R                       |